# سیارک ۱۰۷۵
سیارک ۱۰۷۵ (به انگلیسی: 1075 Helina، نامگذاری:1926SC) هزار و هفتاد و پنجمین سیارک کشف شده‌است که در ۲۹ سپتامبر ۱۹۲۶ و در رصدخانه سایمیز کشف شد.
قدر مطلق سیارک برابر ۱۰٫۱۵ است.